# Apodibius nuntius
Apodibius nuntius is een soort in de taxonomische indeling van de beerdiertjes (Tardigrada).
Het diertje behoort tot het geslacht Apodibius en behoort tot de familie Eohypsibiidae. De wetenschappelijke naam van de soort werd voor het eerst geldig gepubliceerd in 1986 door Binda.